# Lepthyphantes ebinoensis
Lepthyphantes ebinoensis este o specie de păianjeni din genul Lepthyphantes, familia Linyphiidae, descrisă de Oi, 1979. Conform Catalogue of Life specia Lepthyphantes ebinoensis nu are subspecii cunoscute.